# Twin Atlantic
Twin Atlantic is een alternatieve rockband uit de Schotse stad Glasgow die werd opgericht in maart 2007. De huidige line-up bestaat uit Sam McTrusty (zang, slaggitaar), Ross McNae (basgitaar, achtergrondzang),
Barry McKenna (leadgitaar, achtergrondzang) en Joe Lazarus (drums).

## Geschiedenis
In 2007 namen ze hun debuut-ep "A Guidance From Colour" op met producer Romesh Dodangoda (van onder andere Funeral For A Friend en The Blackout). Deze ep werd uitgebracht in januari 2008; de debuutsingle "Audience & Audio" al op 24 december 2007.
In 2008 verzorgde de band de voorprogramma's voor onder meer Biffy Clyro, de Smashing Pumpkins, The Matches, You Me at Six, Funeral for a Friend, Thrice en Lostprophets. De band tekende in dat jaar ook een deal met King Tuts Recordings. De single "What Is Light? Where Is Laughter?" werd uitgebracht in september 2008. In oktober en november 2008 verzorgden ze het voorprogramma van The Subways tijdens hun Europese tour.
In maart 2009 tekende Twin Atlantic bij Red Bull Records, waarbij ze hun mini-debuutalbum "Vivarium" uitbrachten. In de zomer van dat jaar speelden ze onder meer op het Download Festival, T in the Park en Sonisphere. Ook speelden ze in het voorprogramma van Taking Back Sunday tijdens hun tour in het Verenigd Koninkrijk en Ierland in juli 2009.
Twin Atlantic toerde in maart en april 2010 door de Verenigde Staten met The Fall of Troy en Envy On The Coast. Later in 2010 verzorgden ze voorprogramma's voor The Gaslight Anthem, Blink 182 en Limp Bizkit.
Op 29 april 2011 kwam hun 2de album uit: Free. De hitsingle Free was voor het eerst te horen op 10 maart op BBC Radio 1.
In 2012 gingen ze op tournee met The All-American Rejects en Blink 182. Toen Felix Baumgartner in oktober 2012 zijn sprong vanuit de ruimte waagde gebruikte Discovery Channel hun single Free als achtergrondmuziek voor een reportage over de sprong.
In de zomer van 2013 stond de groep op de Main Stage van het Reading Festival, een van de grootste Britse alternatieve-muziekfestivals.
In augustus 2014 kwam hun 3de album 'Great Divide' uit. Het klom al snel naar plaats 6 in de UK Albums Chart, in de Schotland stond het zelfs op 1. Hitsingles waren: Heart And Soul, Brothers and Sisters en Hold on. In het begin van het jaar gingen ze reeds samen met Thirty Seconds to Mars op tournee.
Op 9 september 2016 kwam het 3de studioalbum 'GLA' uit, geproduceerd door Jacknife Lee. Ook dit album stond al gauw op de 9de plaats in de UK Albums Chart, het stond zelfs op de 3de plaats in de Scottish Albums Chart. In de Belgian Albums weet het een 167ste plaats te bemachtigen. Het album werd vooral met veel lof ontvangen door verschillende instanties. Van Metacritic kreeg het album een score van 81 uit 100 Rolling Stone Australia gaf het album 3 sterren, NME gaf het album een 4 uit 5.

## Discografie

### Studio-albums
| Naam         | Formaat       | Releasedatum      | Tracks |
| ------------ | ------------- | ----------------- | ------ |
| Vivarium     | cd / download | 14 september 2009 | 8      |
| Free         | cd / download | 29 april 2011     | 13     |
| Great Divide | cd / download | 18 augustus 2014  | 12     |
| GLA          | cd / download | 9 september 2016  | 12     |
| POWER        | cd / download | 24 januari 2020   | 10     |

### Ep's
| Naam                   | Formaat       | Releasedatum    |
| ---------------------- | ------------- | --------------- |
| A Guidance From Colour | cd / download | 14 januari 2008 |

### Singles
| Naam                                           | Formaat                | Album            | Releasedatum |
| ---------------------------------------------- | ---------------------- | ---------------- | ------------ |
| Audience And Audio                             | Download               | -                | 2007         |
| What Is Light? Where Is Laughter?              | Great Divide           | -                | 2008         |
| Lightspeed                                     | Great Divide           | Vivarium         | 2009         |
| You're Turning Into John Wayne - Signed        | 7" vinyl/ download     | Vivarium         | 2009         |
| What Is Light? Where Is Laughter? (re-release) | 7" vinyl/ download     | Vivarium         | 2009         |
| Human After All                                | cd / digitale Download | Vivarium         | 2010         |
| Edit Me                                        | cd / digitale Download | Free             | 2011         |
| Free                                           | cd / digitale Download | Free             | 2011         |
| Time For You To Stand Up                       | cd / digitale Download | Free             | 2011         |
| Make A Beast Of Myself                         | cd / digitale Download | Free             | 2011         |
| Make A Beast Of Myself (re-release)            | cd / digitale Download | Free             | 2012         |
| Yes I Was Drunk                                | cd / digitale Download | Free             | 2012         |
| Heart and Soul                                 | cd / digitale Download | Great Divide     | 2014         |
| Brothers and Sisters                           | cd / digitale Download | Great Divide     | 2014         |
| Hold On                                        | cd / digitale Download | Great Divide     | 2014         |
| Bang on the Gong                               | cd / digitale Download | Bang on the Gong | 2021         |